# Bagni di Lucca
Bagni di Lucca je italská lázeňská obec o asi 6 tisících obyvatel, ležící v provincii Lucca na řece Lima, přítoku řeky Serchio. Osídlení zde je doloženo již v době bronzové. V římské době zde vznikly termální lázně, které obci daly také jméno („Lázně Luccy“).

## Galerie

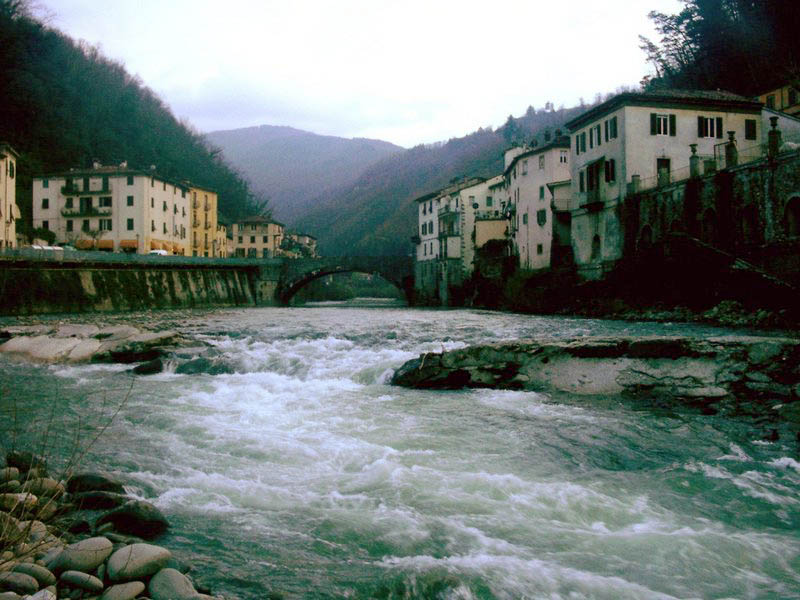
Bagni di Lucca a řeka Lima
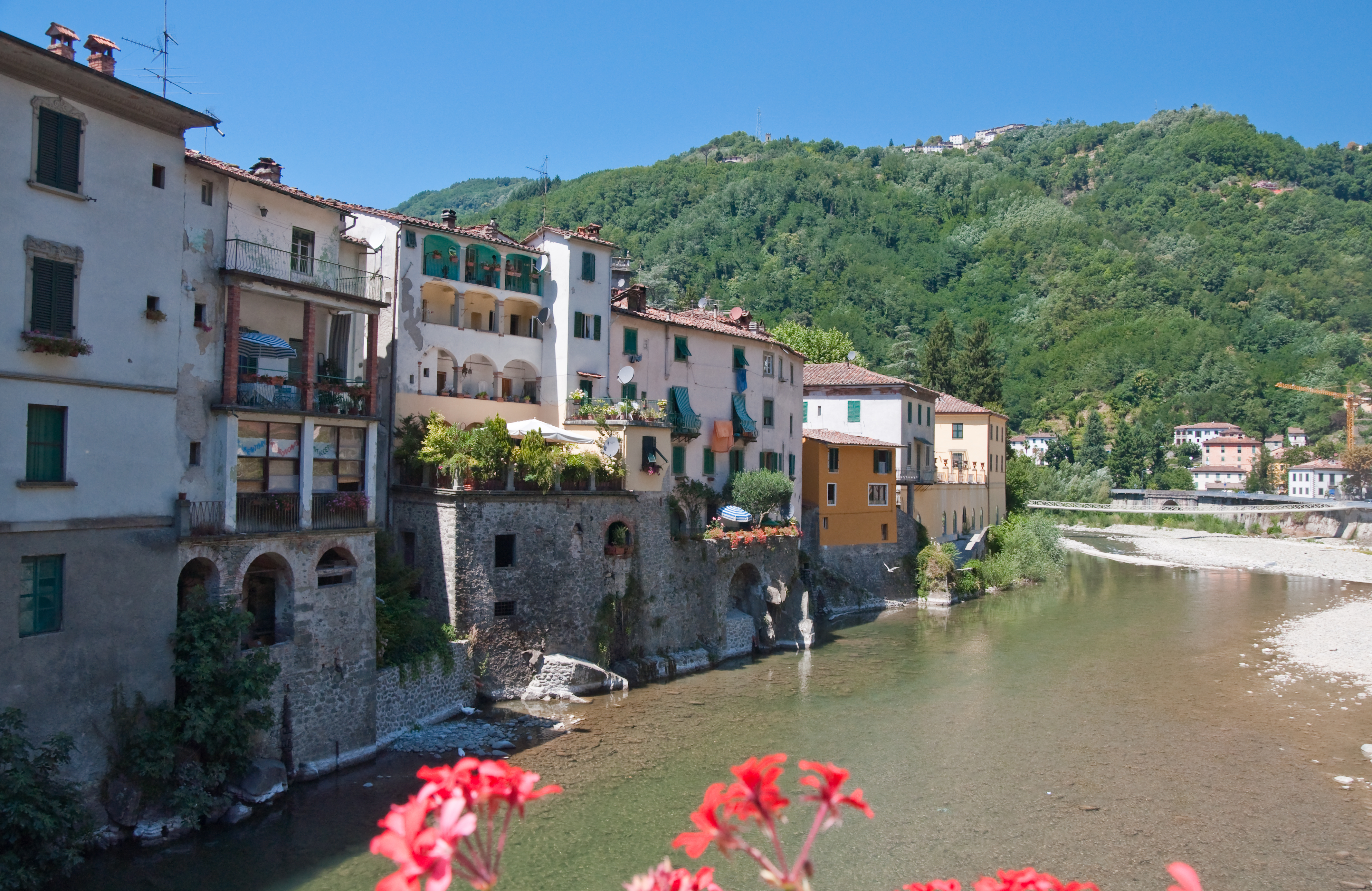
Městská část Ponte a Serraglio na řece Limě